# کوپاهو
کوپاهو (به اسپانیایی: Volcán Copahue) یک آتشفشان در آرژانتین است که در Ñorquín Department واقع شده‌است. کوپاهو ۲٬۹۹۷ متر بالاتر از سطح دریا واقع شده‌است.